# 일난국
일난국(一難國)은 고대 한반도에 존재했던 국가로 마한의 54국 중의 하나이다. 전라남도 영암군에 위치했을 것으로 추정되며, 청동기 또는 철기문화를 바탕으로 건국된 일난국은 마한의 나라들 중 하나로서 독자적인 성장을 하다가 4세기경에 백제에 복속되었다.